# Церковь Святого Иоанна Крестителя (Биржай)
Церковь Святого Иоанна Крестителя (лит. Šv. Jono Krikštytojo bažnyčia) — католическая церковь в городе Биржай, Литва. Является головным храмом Биржайского деканата епархии Паневежиса римско-католической церковной провинции Вильнюса.
Построена в 1857-1861 гг. в стиле историзма, с чертами необарокко и неоклассицизма. Включена в Регистр культурных ценностей Литовской Республики, охраняется государством (код 29835).

## История
Первое упоминание о приходской католической церкви в этом месте относится к 1686 году. Это была небольшая деревянная церковь с одним алтарем без ризницы. В 1739-1742 гг. на средства А. К. Сангушко была построена церковь в честь Святого Иеронима. Церковь была деревянной, имела пять башен и пять алтарей. В 1811 году была построена новая временная деревянная церковь.
В 1857 году на средства графа Йонаса Тышкевича по проекту архитектора Т. Тышецкого началось строительство каменного храма в честь Иоанна Предтечи. Работами руководил итальянский архитектор Чезаре Аничине. В 1861 году епископом Жемайтии Мотеюсом Валанчюсом в церкви была проведена первая служба не смотря на то, что внутреннее убранство не было завершено. Большой вклад в украшение и оформление костела внес священник Юозас Римкявичюс (лит. Juozas Rimkevičius). 
Художественное оформление церкви было выполнено известными польскими художниками: Владислав Маерановский написал изображение центрального алтаря «Иоанн Креститель» и картины «Архангел Михаил» и «Св. Петр», Войцех Герсон картину «Святой Георгий». Скульптурное оформление выполнили Франческо Андриолли и Стяпас Юревичюс.
В 1901 году был установлен орган, выполненный мастером Й. Радавичюсом (лит. J. Radavičius). В 1935-1936 гг. был установлен новый орган, имеющий 28 регистров. В 1998 и 2002 гг. произведены работы по его реставрации.

## Архитектура
Здание удлинённой прямоугольной формы, длиной 46,4 м и шириной 25,74 м, с двумя башнями высотой 43 м. Высота центрального нефа составляет 15 м, бокового 13,2 м. Стены сложены из кирпича и оштукатурены. 
Внутреннее помещение храма состоит из центрального и двух боковых нефов. Главный алтарь с криптой расположен в дальнем конце нефа. Боковые алтари в конце левого и правого нефов посвящены Апостолу Петру и Михаилу Архангелу. Интерьер церкви выполнен в стиле романтического классицизма. В крипте церкви похоронены граф Йонас Тышкевич и несколько других членов семьи Тышкевичей. 